# Polyommatus barnumi
Polyommatus barnumi är en fjärilsart som beskrevs av Félix Dujardin 1947. Polyommatus barnumi ingår i släktet Polyommatus och familjen juvelvingar. Inga underarter finns listade i Catalogue of Life.